# Marithiel
Marithiel är ett australiskt språk som talades av 25 personer år 1983. Marithiel talas i Nordterritoriet. Marithiel tillhör dalyspråken.